# Nossa Senhora do Monte (Brava)
Nossa Senhora do Monte és una freguesia (parròquia civil) de Cap Verd. Cobrix la part oriental de l'illa Brava i del municipi de Brava. La freguesia està composta dels següents assentaments: 
- Campo Baixo
- Cova Joana
- Fajã de Água
- Mato
- Nossa Senhora do Monte
- Tantum
- Tomé Barraz